# Villanueva de Algaidas
Villanueva de Algaidas ist eine Gemeinde (municipio) mit 4.075 Einwohnern (Stand: 2024) in der Provinz Málaga in der Autonomen Region Andalusien im Süden Spaniens.

## Geographie
Der Ort liegt Nordwesten des Gebiets von Antequera, inmitten einer hügeligen Landschaft. Er grenzt an Antequera, Archidona, Cuevas Bajas, Cuevas de San Marcos, Iznájar und Villanueva de Tapia.

## Geschichte
Gemeinsam mit fünf weiteren Ortschaften in der Provinz, die den Namen Villanueva in ihrem Titel tragen, wurde Villanueva del Algaidas im 18. Jahrhundert auf Initiative von Karl III. gegründet, um die Gebiete Andalusiens besser zu erschließen. Die Siedlung entstand um ein Franziskanerkloster. Es gibt in dem Ort aber auch Spuren, die sich bis in die Prähistorie zurückverfolgen lassen, darunter die Nekropole Los Alcaides.

## Bevölkerungsentwicklung
| 1877  | 1900  | 1950  | 1980  | 1990  | 2000  | 2010  | 2020  |
| ----- | ----- | ----- | ----- | ----- | ----- | ----- | ----- |
| 3.953 | 4.752 | 7.573 | 4.433 | 4.256 | 4.165 | 4.454 | 4.140 |

## Persönlichkeiten
- Miguel Berrocal (1933–2006), Künstler

## Sehenswürdigkeiten
- Nekropole Los Alcaides
- Höhle der Sierra de Arcas
- Höhle El Pedroso